# Mednarodna hokejska liga 2006/07
Mednarodna hokejska liga 2006/07 je bila osma in zadnja sezona Mednarodne hokejske lige. Naslov prvaka je osvojil klub Alba Volán Székesfehérvár, ki je v finalu premagal HK Slavija. Prvič je potekalo tudi drugorazredno tekmovanje skupine B, kjer je naslov prvaka osvojil klub HK Jesenice.

## Skupina A

### Redni del

#### Lestvica
| Poz | Klub                      | OT | TOČ | Z (ZP) | P (PP) | PG | DG | GR  |
| --- | ------------------------- | -- | --- | ------ | ------ | -- | -- | --- |
| 1   | Alba Volán Székesfehérvár | 16 | 34  | 12 (2) | 4 (0)  | 53 | 34 | +19 |
| 2   | HDD Olimpija Ljubljana    | 16 | 32  | 10 (1) | 6 (3)  | 48 | 35 | +13 |
| 3   | HK Slavija                | 16 | 29  | 10 (2) | 6 (1)  | 51 | 42 | +9  |
| 4   | Újpesti TE                | 16 | 13  | 5 (3)  | 11 (1) | 38 | 58 | -20 |
| 5   | KHL Medveščak             | 16 | 12  | 3 (0)  | 13 (3) | 35 | 56 | -21 |

#### Statistika

##### Najboljši strelci
| Poz | Igralec             | Klub                      | OT | G  | A  | TOČ | KM | +/- |
| --- | ------------------- | ------------------------- | -- | -- | -- | --- | -- | --- |
| 1   | Krisztián Palkovics | Alba Volán Székesfehérvár | 16 | 13 | 8  | 21  | 6  | +6  |
| 2   | Gábor Ocskay        | Alba Volán Székesfehérvár | 16 | 4  | 16 | 20  | 12 | +5  |
| 3   | Dejan Kontrec       | HK Slavija                | 16 | 7  | 11 | 18  | 4  | -5  |
| 4   | Jaka Avgustinčič    | HK Slavija                | 13 | 10 | 6  | 16  | 10 | -4  |
| 5   | Peter Šlamiar       | HK Slavija                | 15 | 7  | 6  | 13  | 28 | +4  |
| 6   | Matej Badiura       | HDD Olimpija Ljubljana    | 15 | 6  | 6  | 12  | 18 | -8  |
| 7   | Balázs Ladányi      | Újpesti TE                | 16 | 4  | 8  | 12  | 12 | -10 |
| 8   | Anže Markovič       | HK Slavija                | 16 | 6  | 5  | 11  | 6  | +5  |
| 9   | Mitja Šivic         | HDD Olimpija Ljubljana    | 10 | 4  | 7  | 11  | 44 | -3  |
| 10  | Dejan Žemva         | HDD Olimpija Ljubljana    | 14 | 3  | 8  | 11  | 8  | 0   |
| 11  | Milos Palovcik      | Alba Volán Székesfehérvár | 12 | 2  | 9  | 11  | 4  | +4  |

##### Najboljši vratarji
| Poz | Igralec         | Klub                      | OT | OMIN | SNG | PG | US  | GNT  | OUS   |
| --- | --------------- | ------------------------- | -- | ---- | --- | -- | --- | ---- | ----- |
| 1   | Klemen Mohorič  | HDD Olimpija Ljubljana    | 15 | 917  | 505 | 31 | 474 | 2,03 | 93,46 |
| 2   | Anže Ulčar      | HK Slavija                | 13 | 725  | 411 | 28 | 383 | 2,32 | 92,69 |
| 3   | Krisztián Budai | Alba Volán Székesfehérvár | 14 | 838  | 377 | 27 | 350 | 1,93 | 92,29 |
| 4   | Zoltán Hetényi  | Alba Volán Székesfehérvár | 3  | 179  | 119 | 10 | 109 | 3,35 | 90,83 |
| 5   | Kamil Gonda     | Újpesti TE                | 8  | 419  | 253 | 24 | 229 | 3,44 | 89,52 |
| 6   | Gašper Krošelj  | KHL Medveščak             | 16 | 949  | 570 | 55 | 515 | 3,48 | 89,32 |
| 7   | Marek Kleniar   | Újpesti TE                | 9  | 481  | 240 | 28 | 212 | 3,49 | 86,79 |
| 8   | Matej Mišič     | HK Slavija                | 5  | 234  | 120 | 15 | 105 | 3,85 | 85,71 |
| 9   | Aleš Sila       | HDD Olimpija Ljubljana    | 1  | 60   | 27  | 4  | 23  | 4,00 | 82,61 |
| 10  | András Sájevics | Újpesti TE                | 2  | 66   | 39  | 7  | 32  | 6,36 | 78,13 |
| 11  | Lukas Janku     | KHL Medveščak             | 1  | 19   | 11  | 2  | 9   | 6,32 | 77,78 |

### Končnica
*-po kazenskih strelih.

#### Četrtfinale
Alba Volán Székesfehérvár, HDD Olimpija Ljubljana in HK Slavija so se zaradi položaja na lestvici avtomatsko uvrstili v polfinale.

##### Újpesti TE - KHL Medveščak
| 9. januar 2007 | Újpesti TE | 4:2 | KHL Medveščak | Ledena dvorana Újpest, Budimpešta |

| Poročilo tekme | Poročilo tekme | Poročilo tekme | Poročilo tekme | Poročilo tekme |
| -------------- | -------------- | -------------- | -------------- | -------------- |
|                |                | (3-0,0-0,1-2)  |                |                |

| 10. januar 2007 | Újpesti TE | 4:2 | KHL Medveščak | Ledena dvorana Újpest, Budimpešta |

| Poročilo tekme | Poročilo tekme | Poročilo tekme | Poročilo tekme | Poročilo tekme |
| -------------- | -------------- | -------------- | -------------- | -------------- |
|                |                | (1-0,1-1,2-1)  |                |                |

#### Polfinale

##### HDD Olimpija Ljubljana - HK Slavija
| 16. januar 2007 | HDD Olimpija Ljubljana | 2:3 | HK Slavija | Hala Tivoli, Ljubljana |

| Poročilo tekme | Poročilo tekme | Poročilo tekme | Poročilo tekme | Poročilo tekme |
| -------------- | -------------- | -------------- | -------------- | -------------- |
|                |                | (0-1,0-1,2-1)  |                |                |

| 17. januar 2007 | HDD Olimpija Ljubljana | 1:2 | HK Slavija | Hala Tivoli, Ljubljana |

| Poročilo tekme | Poročilo tekme | Poročilo tekme | Poročilo tekme | Poročilo tekme |
| -------------- | -------------- | -------------- | -------------- | -------------- |
|                |                | (1-2,0-0,0-0)  |                |                |

| 20. januar 2007 | HK Slavija | 1:2* | HDD Olimpija Ljubljana | Dvorana Zalog, Ljubljana |

| Poročilo tekme | Poročilo tekme | Poročilo tekme    | Poročilo tekme | Poročilo tekme |
| -------------- | -------------- | ----------------- | -------------- | -------------- |
|                |                | (0-0,1-1,0-0,0-1) |                |                |

| 21. januar 2007 | HK Slavija | 1:3 | HDD Olimpija Ljubljana | Dvorana Zalog, Ljubljana |

| Poročilo tekme | Poročilo tekme | Poročilo tekme | Poročilo tekme | Poročilo tekme |
| -------------- | -------------- | -------------- | -------------- | -------------- |
|                |                | (0-1,0-1,1-1)  |                |                |

| 23. januar 2007 | HDD Olimpija Ljubljana | 1:2 | HK Slavija | Hala Tivoli, Ljubljana |

| Poročilo tekme | Poročilo tekme | Poročilo tekme | Poročilo tekme | Poročilo tekme |
| -------------- | -------------- | -------------- | -------------- | -------------- |
|                |                | (0-0,0-1,1-1)  |                |                |

##### Alba Volán Székesfehérvár - Újpesti TE
| 16. januar 2007 | Alba Volán Székesfehérvár | 3:1 | Újpesti TE | Ledena dvorana, Székesfehérvár |

| Poročilo tekme | Poročilo tekme | Poročilo tekme | Poročilo tekme | Poročilo tekme |
| -------------- | -------------- | -------------- | -------------- | -------------- |
|                |                | (1-0,0-0,2-1)  |                |                |

| 17. januar 2007 | Alba Volán Székesfehérvár | 2:1 | Újpesti TE | Ledena dvorana, Székesfehérvár |

| Poročilo tekme | Poročilo tekme | Poročilo tekme | Poročilo tekme | Poročilo tekme |
| -------------- | -------------- | -------------- | -------------- | -------------- |
|                |                | (1-0,2-1, 0-0) |                |                |

| 20. januar 2007 | Újpesti TE | 3:2 | Alba Volán Székesfehérvár | Ledena dvorana Újpest, Budimpešta |

| Poročilo tekme | Poročilo tekme | Poročilo tekme | Poročilo tekme | Poročilo tekme |
| -------------- | -------------- | -------------- | -------------- | -------------- |
|                |                | (2-0,0-1,1-1)  |                |                |

| 21. januar 2007 | Újpesti TE | 4:3* | Alba Volán Székesfehérvár | Ledena dvorana Újpest, Budimpešta |

| Poročilo tekme | Poročilo tekme | Poročilo tekme    | Poročilo tekme | Poročilo tekme |
| -------------- | -------------- | ----------------- | -------------- | -------------- |
|                |                | (0-1,1-2,2-0,1-0) |                |                |

| 24. januar 2007 | Alba Volán Székesfehérvár | 7:2 | Újpesti TE | Ledena dvorana, Székesfehérvár |

| Poročilo tekme | Poročilo tekme | Poročilo tekme | Poročilo tekme | Poročilo tekme |
| -------------- | -------------- | -------------- | -------------- | -------------- |
|                |                | (2-0,3-2,2-0)  |                |                |

#### Finale
| 27. januar 2007 | Alba Volán Székesfehérvár | 5:0 | HK Slavija | Ledena dvorana, Székesfehérvár |

| Poročilo tekme | Poročilo tekme | Poročilo tekme | Poročilo tekme | Poročilo tekme |
| -------------- | -------------- | -------------- | -------------- | -------------- |
|                |                | (1-0,2-0,2-0)  |                |                |

| 28. januar 2007 | Alba Volán Székesfehérvár | 5:2 | HK Slavija | Ledena dvorana, Székesfehérvár |

| Poročilo tekme | Poročilo tekme | Poročilo tekme | Poročilo tekme | Poročilo tekme |
| -------------- | -------------- | -------------- | -------------- | -------------- |
|                |                | (2-0,1-1,2-1)  |                |                |

| 31. januar 2007 | HK Slavija | 2:3 | Alba Volán Székesfehérvár | Dvorana Zalog, Ljubljana |

| Poročilo tekme | Poročilo tekme | Poročilo tekme | Poročilo tekme | Poročilo tekme |
| -------------- | -------------- | -------------- | -------------- | -------------- |
|                |                | (0-0,0-0,2-3)  |                |                |

## Skupina B

### Redni del

#### Lestvica
| Poz | Klub               | OT | TOČ | Z (ZP) | P (PP) | PG | DG | GR  |
| --- | ------------------ | -- | --- | ------ | ------ | -- | -- | --- |
| 1   | HK Jesenice 2      | 8  | 17  | 6 (2)  | 1 (1)  | 45 | 20 | +25 |
| 2   | HK Triglav Kranj   | 8  | 16  | 5 (0)  | 3 (1)  | 46 | 32 | +14 |
| 3   | KHL Mladost Zagreb | 8  | 12  | 4 (0)  | 4 (0)  | 29 | 51 | -22 |
| 4   | KHL Zagreb         | 8  | 8   | 3 (1)  | 5 (0)  | 34 | 42 | -8  |
| 5   | HK Alfa            | 8  | 7   | 2 (1)  | 6 (2)  | 24 | 33 | -9  |

### Končnica
*-po kazenskih strelih.

#### Četrtfinale
HK Jesenice, HK Triglav Kranj in KHL Mladost Zagreb so se zaradi položaja na lestvici avtomatsko uvrstili v polfinale.

##### Újpesti TE - KHL Medveščak
| 11. januar 2007 | KHL Zagreb | 2:5 | HK Alfa | Dvorana Velesajam, Zagreb |

| Poročilo tekme | Poročilo tekme | Poročilo tekme | Poročilo tekme | Poročilo tekme |
| -------------- | -------------- | -------------- | -------------- | -------------- |
|                |                | (2-1,0-2,0-2)  |                |                |

| 12. januar 2007 | KHL Zagreb | 0:3 | HK Alfa | Dvorana Velesajam, Zagreb |

| Poročilo tekme | Poročilo tekme | Poročilo tekme | Poročilo tekme | Poročilo tekme |
| -------------- | -------------- | -------------- | -------------- | -------------- |
|                |                | (0-2,0-1,0-0)  |                |                |

#### Polfinale

##### HK Jesenice - HK Alfa
| 18. januar 2007 | HK Jesenice | 4:1 | HK Alfa | Dvorana Podmežakla, Ljubljana |

| Poročilo tekme | Poročilo tekme | Poročilo tekme | Poročilo tekme | Poročilo tekme |
| -------------- | -------------- | -------------- | -------------- | -------------- |
|                |                | (0-0,3-1,1-0)  |                |                |

| 19. januar 2007 | HK Jesenice | 6:2 | HK Alfa | Dvorana Podmežakla, Ljubljana |

| Poročilo tekme | Poročilo tekme | Poročilo tekme | Poročilo tekme | Poročilo tekme |
| -------------- | -------------- | -------------- | -------------- | -------------- |
|                |                | (1-0,2-0,3-2)  |                |                |

##### HK Triglav Kranj - KHL Mladost Zagreb
| 18. januar 2007 | HK Triglav Kranj | 5:4* | KHL Mladost Zagreb | Arena Zlato polje, Kranj |

| Poročilo tekme | Poročilo tekme | Poročilo tekme        | Poročilo tekme | Poročilo tekme |
| -------------- | -------------- | --------------------- | -------------- | -------------- |
|                |                | (0-2,0-0,4-2,0-0,1-0) |                |                |

| 19. januar 2007 | HK Triglav Kranj | 3:4* | KHL Mladost Zagreb | Arena Zlato polje, Kranj |

| Poročilo tekme | Poročilo tekme | Poročilo tekme        | Poročilo tekme | Poročilo tekme |
| -------------- | -------------- | --------------------- | -------------- | -------------- |
|                |                | (1-2,1-0,1-1,0-0,0-1) |                |                |

| 27. januar 2007 | KHL Mladost Zagreb | 6:3 | HK Triglav Kranj | Dvorana Velesajam, Zagreb |

| Poročilo tekme | Poročilo tekme | Poročilo tekme | Poročilo tekme | Poročilo tekme |
| -------------- | -------------- | -------------- | -------------- | -------------- |
|                |                | (2-1,2-1,2-1)  |                |                |

#### Finale
| 31. januar 2007 | HK Jesenice | 3:1 | HK Triglav Kranj | Dvorana Podmežakla, Jesenice |

| Poročilo tekme | Poročilo tekme | Poročilo tekme | Poročilo tekme | Poročilo tekme |
| -------------- | -------------- | -------------- | -------------- | -------------- |
|                |                | (1-1,0-0,2-0)  |                |                |

| 1. februar 2007 | HK Jesenice | 7:2 | HK Triglav Kranj | Dvorana Podmežakla, Jesenice |

| Poročilo tekme | Poročilo tekme | Poročilo tekme | Poročilo tekme | Poročilo tekme |
| -------------- | -------------- | -------------- | -------------- | -------------- |
|                |                | (4-0,0-2,3-0)  |                |                |